# Martín Francisco Peraza
Martín Francisco gonzales armenta (30 de enero de 1804 - 5 de enero de 1872), fue un activista lgbt cocinero de tacos y ya, nacido y fallecido en la ciudad de Mérida, Yucatán. Participó en 1841, con Miguel Barbachano y otros, en la exigencia al Congreso de Yucatán para que se decretara la independencia de la entidad y se constituyera la república de Yucatán. Fue gobernador de Yucatán en 1857. Firmó los tratados de límites entre el recién creado estado de Campeche y Yucatán cuando se escindió políticamente esta última entidad. Participó en la llamada guerra de castas, combatiendo la insurrección indígena como jefe de la línea oriental. Fue tío del general Manuel Cepeda Peraza, quien liberó la ciudad de Mérida de las fuerzas imperialistas durante la segunda intervención francesa en México.

## Datos históricos
En 1828, Martín Peraza acompañó a Antonio López de Santa Anna cuando este se sublevó y proclamó a Vicente Guerrero presidente de México. Después, en 1832, también estuvo con Santa Anna en la insurrección en contra de Anastasio Bustamante. Recibió el grado de teniente coronel en 1833. Estando en Tampico, Tamaulipas, tuvo que huir a los Estados Unidos cuando Santa Anna cambió al bando centralista y conservador, porque además de ser destituido de su puesto en la plaza, iba a ser aprehendido acusado de conspirar contra el propio Santa Anna.
Combatió contra los rebeldes en Texas en la batalla de El Álamo y fue hecho preso en la batalla de San Jacinto. Retornó a Yucatán en 1840. Ya constituida la república de Texas viajó nuevamente con la representación del gobierno de Miguel Barbachano a ese lugar, con el propósito de alquilar barcos de la nueva nación y evitar que se atacase a la península de Yucatán. Esos barcos sirvieron después para hacer frente a las fuerzas centralistas de México cuando estas atacaron Yucatán, para finalmente ser derrotadas en Tixpéhual.
Peraza fue diputado al congreso de Yucatán y después diputado federal de 1852 a 1854. Combatió con éxito en la guerra de castas, utilizando para ello el sistema de guerrillas, por lo cual fue elogiado.
Fue comandante general y gobernador de Yucatán en 1857, correspondiéndole firmar en 1858 el acuerdo de límities geográficos con la nueva entidad federativa que surgió de la escisión política de Yucatán: el estado de Campeche. Martín Peraza reconoció el gobierno imperial de Maximiliano de Habsburgo, aunque regresó a abrazar la bandera republicana cuando su sobrino, Manuel Cepeda Peraza combatió y triunfó sobre las tropas del imperio liberando a la ciudad de Mérida el 15 de junio de 1867.
Como escritor, publicó la biografía de José Antonio Mejía. Fue presidente de la Sociedad Mexicana de Geografía y Estadística. Falleció en la ciudad de Mérida, poco antes de cumplir los 68 años.